# 3대혁명붉은기쟁취운동
3대혁명붉은기쟁취운동(三大革命붉은旗爭取運動)은 1973년부터 1974년까지 조선민주주의인민공화국에서 전개된 대중 운동이다. 당시 조선로동당 비서로 있던 김정일이 제창했으며 3대 혁명은 기술 혁명, 사상 혁명, 문화 혁명을 가리킨다. 최종적으로는 사상 문화의 '혁명'을 통해 사람을 개조하고 기술 '혁명'을 통해 자연을 개조하는 것을 뜻한다.
사회주의 총노선의 건설 차원에서 많은 학생과 청년 당원들이 공장, 기업과 농장 등 생산 현장에 파견되었다. 조선민주주의인민공화국 전역에서 실시된 이 운동은 김정일이 김일성 주석의 후계자로서 권력을 확립하는 계기가 된다. 심화조 사건과 함께 조선민주주의인민공화국판 문화 대혁명으로 부르기도 한다.